# Jacques Semelin
 (avril 2015).
Si vous disposez d'ouvrages ou d'articles de référence ou si vous connaissez des sites web de qualité traitant du thème abordé ici, merci de compléter l'article en donnant les références utiles à sa vérifiabilité et en les liant à la section « Notes et références ».
Jacques Semelin ou Sémelin, né le 14 avril 1951 au Plessis-Robinson, est un historien et politologue français. Directeur de recherche émérite au CNRS affecté au Centre d'études et de recherches internationales (CERI), il est spécialiste des génocides et des violences extrêmes, des formes de résistances civiles et de sauvetage, et de la survie des Juifs en France durant la Seconde Guerre mondiale. Depuis 1998, il enseigne à Sciences Po Paris où il a créé un cours pionnier sur les violences de masse.

## Biographie

### Famille et jeunesse
Jacques Semelin est le fils d'un gendarme et d'une mère au foyer et passe son enfance et adolescence en région parisienne.

### Quasi-cécité
Atteint d'une maladie incurable de la rétine à l'âge de 16 ans, le conduisant à 35 ans à une quasi-cécité, il renonce à faire médecine puis des études pour devenir enseignant, un médecin l'en dissuadant, craignant qu'il soit refusé à l'examen médical de l'Éducation nationale. Il est légalement reconnu comme aveugle en 1985.
Il s'engage dans l'action non-violente et publie, en 2007, une autobiographie, J'arrive où je suis étranger, dans lequel il raconte son « voyage » vers la cécité et, en 2016, Je veux croire au soleil, récit de son séjour à Montréal en tant que professeur non-voyant, plein d’émotions, de sens de l’humour, à partir d’anecdotes de la vie quotidienne.

### Formation
Jacques Semelin a étudié plusieurs disciplines. Il s'oriente d'abord vers la psychologie qu'il dira avoir choisi « par défaut et peut-être parce que j'avais des problèmes. » Il est ainsi diplômé en psychologie de l'université Paris V. Mais c'est en histoire qu'il soutient en 1986 un doctorat à l'université Paris IV.
Ses travaux, qui portaient jusque-là sur la résistance intérieure au nazisme, vont prendre deux directions : sa visite à Auschwitz en 1985 et sa rencontre avec Léon Poliakov, pionnier des études sur la Shoah en France, contribuent à l'orienter vers l'étude du génocide nazi ; la chute du mur de Berlin en 1989 l'incite à étudier la résistance civile dans le bloc de l'Est.
Après son doctorat, il rejoint l'université Harvard à l'invitation du professeur et politologue américain Gene Sharp, en qualité de post-doctoral fellow (Center For International Affairs). De retour en France, c'est en tant que chercheur en science politique qu'il est recruté en 1990 au CNRS. Il obtient en 1997 une habilitation à diriger des recherches (HDR) sous la direction de Pierre Hassner à Sciences Po.

### Reconnaissance internationale
Parallèlement à d'importants travaux sur la violence extrême, Jacques Semelin engage des recherches sur les formes d’aide et de sauvetage en situations génocidaires. Il est d'ailleurs l'un des membres fondateurs du lieu de mémoire au Chambon-sur-Lignon (Haute-Loire), où de nombreux enfants et adultes juifs ont été cachés. En 2007, il est qualifié comme professeur des universités en science politique ainsi qu'en histoire des mondes modernes.
En 2008, il fonde à Sciences Po, avec une équipe de chercheurs, l'Encyclopédie en ligne des violences de masse sous le parrainage de Simone Veil et de la Rwandaise Esther Mujawayo. Il en devient le président. En 2010, il travaille comme consultant auprès des Nations unies pour la prévention des génocides (Office of political affairs).
Il est membre du comité de rédaction de la revue d'histoire Vingtième Siècle et du comité international du Journal of Genocide Research. Il est aussi membre de l'International Association of Genocide Scholars (IAGS) ainsi que de l’International Network of Genocide Scholars (INOG). Ses ouvrages, notamment Purifier et détruire (2005) et Persécutions et Entraides dans la France occupée (2013), ont été récompensés par plusieurs prix.

### Décorations
- 2015 : Chevalier de la Légion d'honneur
- 2002 : Chevalier de l'Ordre national du mérite

## Travaux
Les recherches de Jacques Semelin portent sur les processus de résistance civile au sein des dictatures et sur l'analyse des violences de masse. Elles se fondent sur une approche pluridisciplinaire voire transdisciplinaire en histoire, science politique et psychologie sociale, ce dont atteste son parcours universitaire.

### Sur la résistance civile
Ses premiers travaux tentent de comprendre le développement de cas de résistance civile, formes collectives de résistance non armée, au sein de régimes autoritaires, voire totalitaires. Son étude pourrait se résumer ainsi : comment des individus « ordinaires » peuvent-ils résister à mains nues contre des pouvoirs extrêmes ? C’est ainsi qu’il consacre sa thèse de doctorat à l’analyse comparée d’une trentaine d’exemples de résistance civile au sein de l’Europe sous domination nazie. Il présente les résultats de cette recherche dans Sans armes face à Hitler (1989), ouvrage disponible en cinq langues.
Il engage une recherche similaire pour comprendre le développement de formes semblables de lutte au sein de l’Europe sous régime communiste depuis les débuts de la guerre froide. Il s’intéresse tout particulièrement à la manière dont les opposants et dissidents vont se servir des médias dans leur combat pour les droits de l’homme. Il publie le résultat de son enquête dans La Liberté au bout des ondes. Du coup de Prague à la chute du mur de Berlin (1997).
En étudiant les violences de masse, il développe une réflexion plus théorique sur la notion de résistance civile. En 2006, il co-dirige un colloque international sur les pratiques de sauvetages en situation génocidaire à Sciences Po dont les actes ont été publiés sous le titre La Résistance aux génocides (2008). Par la suite, il s’engage dans un travail spécifique sur la France visant à comprendre comment les trois-quarts des Juifs en France ont pu survivre à la Shoah. Le livre qui en résulte, Persécutions et Entraides dans la France occupée (2013), est riche de nombreux témoignages de Juifs non déportés, français et étrangers. Tenant compte des nombreux débats suscités par cet ouvrage, en particulier avec Robert Paxton, Jacques Semelin s'est attelé à une version abrégée, actualisée et retravaillée, publiée en 2018 et préfacée par Serge Klarsfeld, sous le titre La Survie des juifs en France, 1940-1944. Cet ouvrage a été traduit en anglais chez Hurst et Oxford University Press et en allemand chez Wallstein.
En 2014, Jacques Semelin reçoit aux États-Unis le James Lawson Award pour l’ensemble de ses travaux sur la résistance civile, remis à l'université Tufts par l’International Center of nonviolent Conflicts (Washington DC).

### Sur la violence de masse
Jacques Semelin s’intéresse, dans les années 1990 et 2000 plus particulièrement, à la violence extrême. Ses premières réflexions sur la résistance civile sont cette fois-ci appliquées à la barbarie : comment des individus ordinaires peuvent-ils basculer dans la perpétration d’un crime de masse ? Dès 1998, il crée un cours pionnier à Sciences Po Paris sur les génocides et violences de masse, en étudiant les points de comparaison et de différence entre le génocide des Juifs, des Arméniens, des Rwandais tutsis, des musulmans de Bosnie, du Cambodge… Il organise en 2001 à Sciences Po un colloque international sur les violences extrêmes dont les actes sont publiés en six langues dans la Revue internationale des sciences sociales.
Il travaille alors à son maître ouvrage dans ce domaine : Purifier et détruire. Il y propose une analyse comparative de trois cas (Shoah, Rwanda et Bosnie) mais prend aussi en compte d'autres cas reconnus comme des génocides ou bien controversés. Il se détache du cadre juridique et, à partir d'un examen de la dynamique de la violence, définit le génocide comme le « processus particulier de la destruction des civils qui vise à l’éradication totale d’une collectivité, les critères de celle-ci étant définis par ceux-là mêmes qui entreprennent de l’anéantir ». L'éradication est l'élimination de la présence des membres d'un groupe sur le territoire des destructeurs. Il s'agit même d'une élimination physique dans le cas où l'on souhaite distinguer le génocide du nettoyage ethnique. L'opposition entre l'éradication et la soumission, qui est l'autre but possible de la violence, a directement inspiré quelques historiens français. Par exemple, Nathalie Barrandon ou Laurent Olivier y font référence quand ils s'interrogent sur l'emploi rétrospectif du mot « génocide » dans des contextes aussi divers que les conquêtes romaines ou les guerres indiennes,.
Ces conclusions théoriques d'un ouvrage pourtant bien accueilli par la critique et disponible en huit langues, sont aujourd'hui très peu suivies par les genocide studies. Le politiste Nafeez Ahmed estime qu'elles sont très affaiblies par une méconnaissance de certains travaux spécialisés. Selon le philosophe Laurent Delabre, s'attacher aux perpétrateurs, à leur territoire et à leurs actions violentes avant de regarder l'atteinte à l'existence même du groupe victime ressemble à une reconception novatrice du génocide ; pourtant, Jacques Semelin croit simplement en donner une définition adaptée à l'histoire et aux sciences sociales. L'auteur de Purifier et détruire commettrait un contre-sens courant : la formule essentielle « destruction d'un groupe en tant que tel », qui signifie chez Raphael Lemkin la suppression de l'existence collective d'un groupe par opposition à la suppression des individus qui le composent, est mal interprétée et signifie alors une extermination identitaire, une destruction frappant des personnes en tant que membres d'un groupe indésirable. Pour le dire autrement, Semelin définirait sans le savoir son propre concept de destruction-éradication mais pas le génocide lemkinien.

## Formation et carrière
- Diplôme d'études supérieures spécialisées (DESS) en psychopathologie, université Paris Descartes
- 1986 : doctorat en histoire contemporaine, université Paris-IV Sorbonne
- 1986–1988 : post-doctoral fellow, Centre des affaires internationales de la Harvard University
- 1989 : chargé d'études à la Fondation pour les études de défense nationale (FEDN)
- 1990 : chargé de recherche en science politique, Centre national de la recherche scientifique (CNRS)
- 1991–1994 : professeur associé, École des hautes études en sciences sociales (EHESS)
- 1997 : habilitation à diriger des recherches en science politique, Institut d'études politiques de Paris
- Depuis 1998 : professeur à Sciences Po Paris (cours sur l'analyse des génocides et violences de masse)
- 2008 : fondateur de l'encyclopédie internationale Mass violence
- En 2010 : consultant des Nations unies (New York) sur la prévention des génocides (Office of Political Affairs)
- Depuis 2011 : président de massviolence.org, nouvelle publication du CERI

## Publications
- Pour sortir de la violence, Éditions de l'Atelier, 1983 (traduit en italien).
- La Dissuasion civile. Principe de la résistance non violente dans la stratégie française, ISC, 1985 (traduit en serbo-croate).
- Comprendre la non-violence (avec Jean-Marie Muller), Non-Violence Actualité, 1985.
- Les Nouveaux Enjeux de la communication vers l'Est, avec Anne-Chantal Lepeuple, Paris, Fondation pour les études de défense nationale, 1989.
- Sans armes face à Hitler. La Résistance civile en Europe (1939–1943), Paris, Payot, 1989  (ISBN 2-228-88202-X).
  - Réédition en 1998 ; troisième édition, Les Arènes, 2013 (traduit en anglais, allemand, italien, polonais et grec).
- La Non-violence, avec Christian Mellon, Paris, Presses universitaires de France, coll. « Que sais-je ? », 1994  (ISBN 2-13-046638-9).
- Quand les dictatures se fissurent... Résistances civiles à l'Est et au Sud (dir.), Paris, Edition Desclée de Brouwer, 1995  (ISBN 978-2220036038)
- La Liberté au bout des ondes. Du coup de Prague à la chute du mur de Berlin, Paris, Éditions Belfond, 1997  (ISBN 2-7144-3501-7) ; réédition en 2009, Nouveau Monde édition (traduit en polonais et en anglais).
- La Non-violence expliquée à mes filles, Paris, Le Seuil, 2000  (ISBN 2-02-036776-9) (traduit en anglais, arabe, espagnol, italien, portugais, brésilien, catalan, japonais, hébreu, coréen, vietnamien et indonésien).
- Purifier et détruire. Usages politiques des massacres et génocides, Paris, Le Seuil, 2005  (ISBN 2-02-047847-1) (traduit en anglais, allemand, italien, espagnol, portugais, brésilien, turc et slovène).
  - Troisième édition, 2017, Points-Seuil
- J'arrive où je suis étranger, Paris, Éditions du Seuil, 2007.
- La Résistance aux génocides. De la pluralité des actes de sauvetages, ouvrage collectif dirigé avec Claire Andrieu et Sarah Gensburger, Paris, Presses de Sciences Po, 2008  (ISBN 978-2-7246-1089-5) (traduit en anglais)
- Jacques Semelin, « Les intellectuels et la violence : en étudier l'objet, en devenir les acteurs ? », dans Vincent Azoulay et Patrick Boucheron (dir.), Le mot qui tue : Une histoire des violences intellectuelles de l'Antiquité à nos jours, Champ Vallon, 2009
- Résistance civile et Totalitarisme, Bruxelles, André Versaille, 2011  (ISBN 978-2-8749-5127-5)
- Persécutions et entraides dans la France occupée. Comment 75 % des Juifs en France ont échappé à la mort, Paris, Le Seuil/Les Arènes, 2013  (ISBN 978-2-35204-235-8).
- Archéologie des violences de guerre et des violences de masse, dirigé avec Jean Guilaine, Paris, La découverte, 2016  (ISBN 978-2-70719-055-0)
- Je veux croire au soleil, Paris, éditions les Arènes, 2016  (ISBN 978-2-35204-511-3).
- La Survie des Juifs en France (1940-1944), Paris, CNRS Editions, 2018 (ISBN 978-2-271-09027-0) (traduit en anglais et en allemand)
- Avec Laurent Larcher, Une énigme française. Pourquoi les trois quarts des Juifs en France n’ont pas été déportés, Paris, Albin Michel, 12 janvier 2022, 224 p. (ISBN 2226467726 et 978-2226467720).

## Prix
- 2022 : Prix Jules Michelet de l'association des Ecrivains Combattants pour Une énigme française. Pourquoi les trois-quarts des Juifs en France n'ont pas été déportés ?, avec Laurent Larcher (Albin Michel, 2022)[15].
- 2014 : James Lawson Award décerné par l'International Center for Non-violent Conflict (Tufts University, USA)[16].
- 2013 : Prix Philippe Viannay de la Fondation nationale de la résistance pour Persécutions et entraides dans la France occupée. Comment 75% des juifs en France ont échappé à la mort (Le Seuil/Les Arènes, 2013)[17].
- 2013 : Prix Emeraude de l'Académie Française pour Persécutions et entraides dans la France occupée. Comment 75% des juifs en France ont échappé à la mort (Le Seuil/Les Arènes, 2013).
- 2008 : Prix du Reader's Digest France pour J'arrive où je suis étranger (Le Seuil, 2007).
- 2006 : Prix Philippe-Habert (Le Figaro/Sciences Po) pour Purifier et détruire. Usages politiques des massacres et génocides (Le Seuil, 2006)[18].
- 2006 : Prix de l'Association des professeurs de science politique pour Purifier et détruire. Usages politiques des massacres et génocides (Le Seuil, 2006).
- 1998 : Prix de l'Histoire de la radio pour La liberté au bout des ondes : du coup de Prague à la chute du mur de Berlin (Éditions Belfont, 1997).